# André de Laubadère
 (décembre 2021).
Si vous disposez d'ouvrages ou d'articles de référence ou si vous connaissez des sites web de qualité traitant du thème abordé ici, merci de compléter l'article en donnant les références utiles à sa vérifiabilité et en les liant à la section « Notes et références ».
Pour les articles homonymes, voir Laubadère.
André de Laubadère (24 septembre 1910, Paris - 17 octobre 1981, Paris) est un juriste français, spécialiste du droit administratif.

## Biographie
Docteur en droit en 1935 et agrégé en 1936, il devient professeur à la Faculté de droit de Paris en 1951.

## Publications
Articles
- Réflexions sur la crise du droit administratif français, Dalloz 1952 p. 5.

Ouvrages
- Les réformes administratives de 1953: les pouvoirs réglementaires élargis ; la "réforme administrative" (1954)
- Le Statut international du Maroc depuis 1955 (1956)
- La distinction des contrats administratifs et des contrats de droit commun. La formation des contrats administratifs (1956)
- Traité théorique et pratique des contrats administratifs (1959)
- Cours de grands services publics et entreprises nationales: rédigé d'après les notes et avec l'autorisation de M. André de Laubadère. 1959-1960 (1960)
- Traité élémentaire de droit administratif: Les grands services publics administratifs, Volume 3 (1978)
- Traité de droit administratif (1980)

## Sources bibliographiques
- Marc Malherbe, La Faculté de Droit de Bordeaux: (1870 - 1970), 1996